# Alegrete
Alegrete egy község (município) Brazíliában, Rio Grande do Sul államban. Területét tekintve az állam legnagyobb községe. 2021-ben népességét 72 493 főre becsülték.

## Története
A pampákat a 17. századig természeti népek lakták. Az első európai, aki behatolt a mai Alegrete területére, Szent Roque González de Santa Cruz jezsuita atya volt, aki 1626-ban kelt át az Ibicuí folyón, hogy alkalmas helyet keressen egy új redukció alapításához, bár végül nem talált ilyent. 1627-ben a hely az Uruguay folyó túloldalán fekvő Japeju (Yapeyú) redukció birtokának része lett. 1636-ban Raposo Tavares bandeirante nyomult be a vidékre, a spanyolokat kiűzte, az indiánokat elhurcolta rabszolgának, a portugál fennhatóságot pedig kiterjesztette a tordesillasi szerződésben meghatározott határokon túlra. A jezsuiták által tenyésztett szarvasmarhák szabadon és gazdátlanul maradtak és elszaporodtak.
A terület tulajdonjoga csak 1750-ben, a madridi szerződés aláírásával tisztázódott, amelyben a portugáloknak ítélték. A tulajdonképpeni gyarmatosítás a 19. század elején kezdődött; az első telepesnek az 1808-ban ideérkező João Manoel Pintot tartják, akit számos portugál család követett. 1811-ben a mai Uruguay területének lerohanására készülő VI. János katonái tábort létesítettek itt, és a tábor helyén később egy Capela Queimada nevű település alakult, ahova főként letelepedett indiánok költöztek és 1814-ben kápolnát is építettek. 1816-ban José Artigas uruguayi parancsnok csapatai feldúlták a helyet és a harcokban Capela Queimada is elpusztult, a lakosok pedig 1817-ben az Ibirapuitã folyó partján alapítottak egy új települést, amelyet Alegretenek neveztek el a kapitányság kormányzójának tiszteletére. Az emberek főként szarvasmarha-tenyésztéssel foglalkoztak, a mezőgazdasági tevékenység a minimális szükségletekre korlátozódott.
A háborúk végeztével Alegrete települése fejlődni kezdett, 1831-ben kisvárosi (vila) rangra emelték, környékét önálló községgé nyilvánították (korábban São Borjahoz tartozott). A Farroupilha-felkelés során kezdetben hű maradt a császári kormányhoz és nem támogatta a lázadókat, azonban végül 1842-ben Alegrete lett a Rio Grande-i Köztársaság harmadik fővárosa, itt alakult meg a farrapók alkotmányozó gyűlése (Assembléia Constituinte dos Farrapos) és itt készült el köztársasági alkotmányuk. 1856-ban a városnak már 13 000 lakosa volt, 1857-ben pedig nagyvárossá (cidade) nyilvánították. 1882-től jelenik meg a Gazeta de Alegrete, amely Rio Grande do Sul legrégibb (és Brazília harmadik legrégibb) újságjának számít. A köztársaság 1889-es kikiáltása zavargásokat hozott, 1892-ben pedig kitört a föderalista forradalom, amelynek több összecsapását Alegrete község területén vívták meg; a várost és a környéket feldúlták, a hidakat lerombolták, visszavetve a gazdasági fejlődést. Az 1923-as felkelésben újabb csaták színtere volt.
A forradalmak közötti békeidőkben a település virágzott, főként stratégiai elhelyezkedésének köszönhetően. 1902-ben felavatták a vasutat, amely Cacequin keresztül összeköttetést teremtett Porto Alegrevel. 1925-ben az utcák nagy részét leaszfaltozták, utakat és hidakat építettek, tanítóképzőt létesítettek, és számos fejlesztést hajtottak végre. Jelentős volt állattenyésztése, fokozatosan Brazília egyik legnagyobb szarvasmarha-állományú településévé vált, ezen kívül juhot is tenyésztettek, a legfontosabb mezőgazdasági termények a rizs és a búza lettek.

## Leírása
Az állam nyugati részén fekszik, fő vízfolyása az Ibicuí. Területét tekintve az állam legnagyobb községe, 7800 km2-es területe az államénak 2,9%-át teszi ki. A községközpont 89 méteres tengerszint feletti magasságban helyezkedik el, az állam fővárosától 442 kilométerre nyugatra; átszeli az Ibirapuitã folyó. A 21. század elején is agrárközségnek számít (rizs és szója termesztése, szarvasmarha és juh tenyésztése), Brazília harmadik legnagyobb rizstermesztője, a rizstermesztés a helyi GDP 50%-át teszi ki. Nedves szubtrópusi éghajlat (Cfa) jellemzi, az évi átlaghőmérséklet 19,6 ºC, az évi csapadékmennyiség 1752 mm.
A város számos épületét műemlékké nyilvánították. Itt rendezik meg minden évben Brazília legnagyobb (és a világ egyik legnagyobb) lovasparádéját (Desfile de cavalarianos), ezen kívül jelentős nemzetközi események a Pánamerikai gyerekfoci találkozó (Encontro de Futebol Infantil Pan-americano) és a Campereada gaucho rodeó.

## Híres szülöttei
- Vasco Alves Pereira (1819–1883) ezredes, Santana do Livramento bárója, számos katonai kitüntetés birtokosa[3]
- Dr. Francisco Nunes de Miranda (1836–1884) építész, több épületet és építményt tervezett Alegrete és Rio Grande számára[3]
- Simplício Ignácio Jacques (1840–1887) kereskedő, polgármester, aki sokat tett Alegrete felvirágoztatásáért a mezőgazdaságot és ipart érintő intézkedések folytán[3]
- João de Barros Cassai ügyvéd, újságíró[3]
- Vitorino Monteiro állami kormányzó és miniszter[3]